# Laodamante
Laodamante, na mitologia grega, foi um rei de Tebas, filho de Etéocles.
Etéocles e seu irmão Polinices, filhos de Édipo, disputaram o trono de Tebas; após o exército que Polinices conseguiu de Adrasto ter sido destruído, os irmãos duelaram, e ambos morreram.
O reino passou então para Laodamante, filho de Etéocles, mas quem governou foi Creonte, filho de Meneceu. Quando Laodamante cresceu e passou a reinar, os argivos enviaram uma segunda expedição contra Tebas. A batalha ocorreu em Glisas, e Laodamante matou Egialeu, filho de Adrasto, mas como os argivos foram vitoriosos, Laodamante e os tebanos se retiraram à Ilíria. Em outra versão, Laodamante foi morto por Alcmeão, o que fez os tebanos recuarem para dentro das muralhas. Tebas foi capturada pelos argivos e entregue a Tersandro, filho de Polinices.
Parte dos tebanos que fugiram com Laodamante à Ilíria tomaram a cidade de Homole, na Tessália. Mais tarde, quando Tersandro os chamou de volta para Tebas, eles chamaram o portão pelo qual eles entraram de Homoloide.